# Sarcófago de Hagia Triada

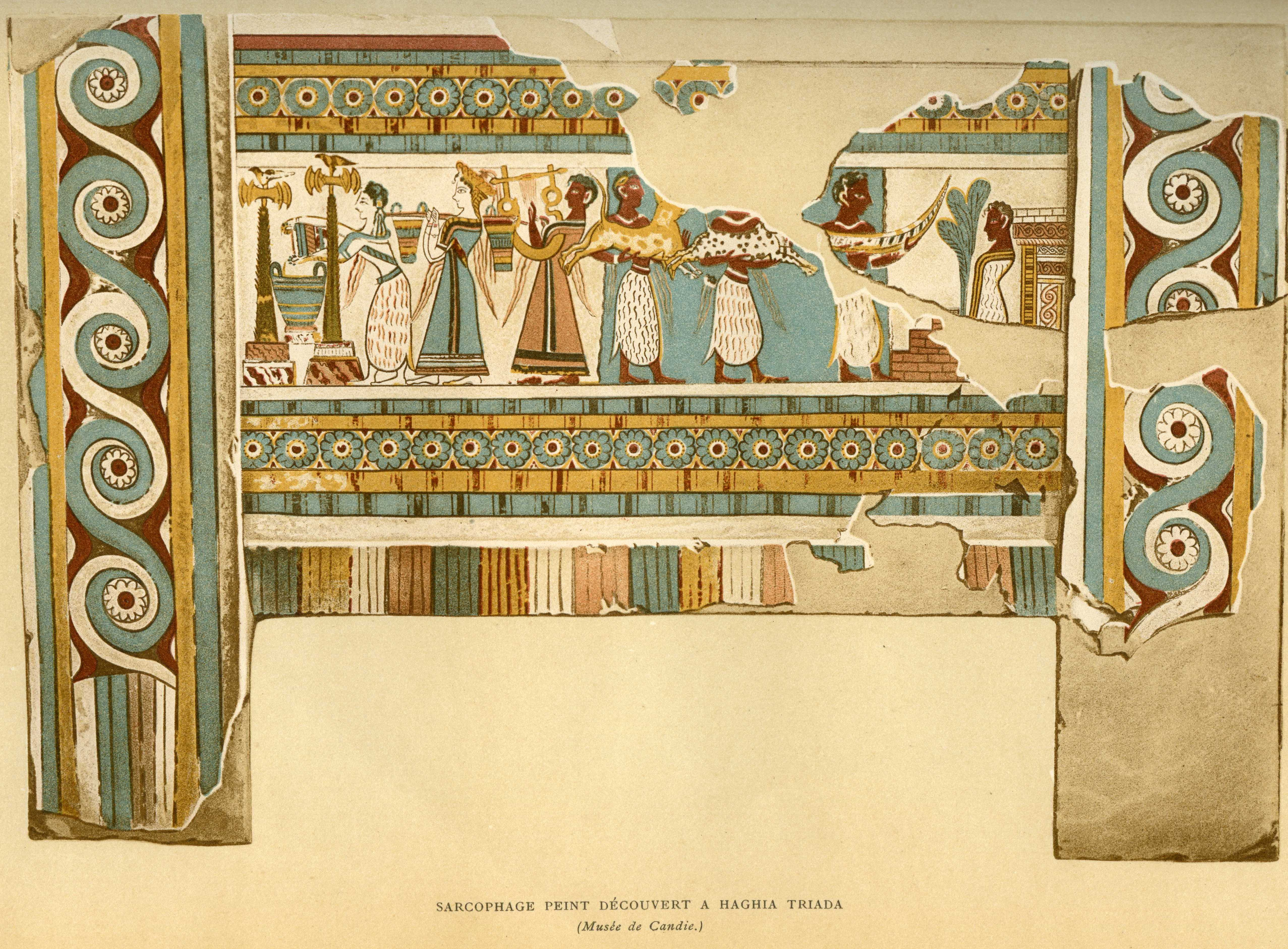
Diseño de uno de los lados del sarcófago realizado por M.Collignon, La Gazette de Beaux-Arts, 1909

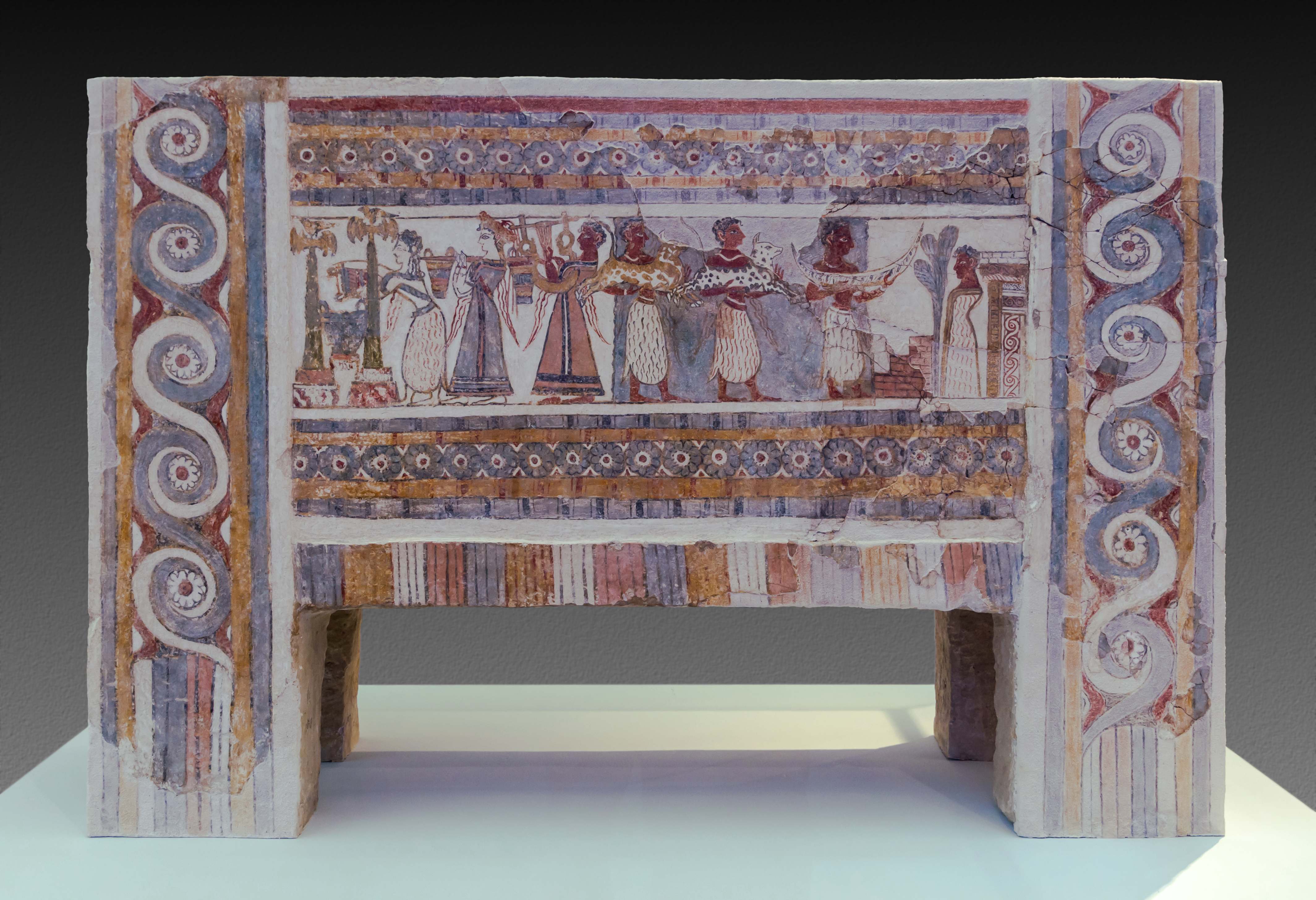
Sarcófago de Hagia Triada expuesto en el Museo Arqueológico de Heraclión

El sarcófago de Hagia Triada (o Agia Triada) es un sarcófago minoico descubierto en 1903 en el yacimiento arqueológico de Hagia Triada, en Creta. Está datado en el siglo XIV a. C. periodo de presencia micénica en Creta. Fue descubierto en una cámara mortuoria, concretamente en un pequeño edificio que sirvió como túmulo. Los materiales exclusivos, iconografía, elementos narrativos, técnicas y estilo presentes en el sarcófago aportan evidencias valiosas sobre las ceremonias religiosas y los ritos minoicos. Es considerado uno de los mejores ejemplos del arte egeo y se conserva en el Museo Arqueológico de Heraclión.
Tras varios estudios detallados del sarcófago y el significado de sus registros pictográficos, se concluyó que se trataba de una decoración mixta. Se apreciaban elementos tradicionales minoicos (ritos religiosos) e influencias ideológicas egipcias como barcos, bajorrelieves y representaciones de procesiones con ofrendas. También se concluyó que había espirales, rosetas y carruajes micénicas. En el ámbito arquitectónico y funcional del denominado Túmulo 4 se observa una fusión intrínseca de los estilos micénico y minoico. A diferencia de los túmulos tradicionales, este estaba dedicado a una pequeña parcela de la sociedad de Hagia Triada, lo que da a entender que puede pertenecer a otra ideología micénica, incorporada a finales de la Edad del Bronce.
Los pictogramas reproducidos en el sarcófago todavía suscitan diversas interpretaciones. Se constató que se representan trece escenas, algunas con relación entre sí y otras independientes. Otra característica importante es que cada escena tiene un color de fondo diferente, habiendo así cuatro tipos de fondos: amarillo, rojo, azul y blanco. A partir de esta información, la investigadora Wendy Walgate estableció un diagrama cromático que relaciona el color de cada escena con cada periodo del día: amarillo para el amanecer, blanco para el día, rojo para el atardecer y azul para el anochecer.

## Descubrimiento y datación
El sarcófago de Hagia triada fue descubierto el 23 de junio de 1903 por Roberto Paribeni en un edificio de 3.8 por 4.2 metros, en un cementerio de la Edad de Bronce, cerca de Hagia Triada. Este edificio funerario se sitúa cerca de dos tolos (A y B) del periodo prepalacial, próximo a un área de enterramiento de larnax (sarcófagos de barro cocido) y de otra tumba del periodo neopalacial o postpalacial. Sus paredes fueron conservadas con una altura de 0.65 a 1.20 metros por encima de la superficie, sin poseer bases apropiadas. Son gruesas y están realizadas con piedras pequeñas e irregulares, siendo estas el único ejemplo de este tipo en todo el mundo minoico y micénico; no hay señales de que hayan tenido frescos.
Las primeras excavaciones no revelan vestigios de tejados, pero las piedras de la estructura sugieren que podrían haber sido la base de una estructura de madera, tal vez similar al edificio que se muestra en el sarcófago. Contemporáneo a la presencia micénica en Creta, el edificio combina elementos tradicionales de la arquitectura minoica y formas micénicas. El túmulo es similar a dos tumbas micénicas encontradas en Farsalia, al norte de Grecia. Una tumba similar, y más o menos del mismo periodo, fue descubierta en Arjanes. Como las tumbas A y B de Micenas, los túmulos de Hagia Triada y Arjanes fueron reservados para un grupo social limitado.
El sarcófago fue encontrado tumbado de lado. Originalmente, los lados norte y este del mismo fueron los primeros que se mostraban a la vista de los visitantes que estuviesen a la entrada de la puerta del túmulo. El sarcófago estaba acompañado por un larnax de terracota sin decoración. Se cree que posiblemente ambos cofres tenían tapa, pero nunca han sido encontradas.
Este es el único ejemplo de sarcófago de caliza encontrado hasta ahora, y el único que ofrece una serie de escenas que retratan el ritual funerario minoico. La tumba y el sarcófago fueron datados a partir de los objetos encontrados en el túmulo, pero el estilo en sí del sarcófago puede atribuirse al periodo de transición entre finales del Minoico Reciente II y III. Durante mucho tiempo estuvo datado entre el 1400 y el 1350 a. C., pero las nuevas excavaciones realizadas en 1977 por la Escuela de Arqueología Italiana de Atenas han permitido dar una nueva datación al sarcófago.  Hoy en día se considera que está datado entre el 1370 y el 1320 a. C., el cual corresponde a la XVIII dinastía de Egipto, un periodo de intensas conexiones entre Creta y Egipto. Este periodo corresponde también a un cambio cultural y económico en Creta, con el surgir de nuevas costumbres funerarias derivadas de la influencia micénica. El túmulo fue frecuentado por un corto espacio de tiempo, tal vez una generación, ya que no se han encontrado evidencias de adoración posteriores.

## Descripción

### Descripción general

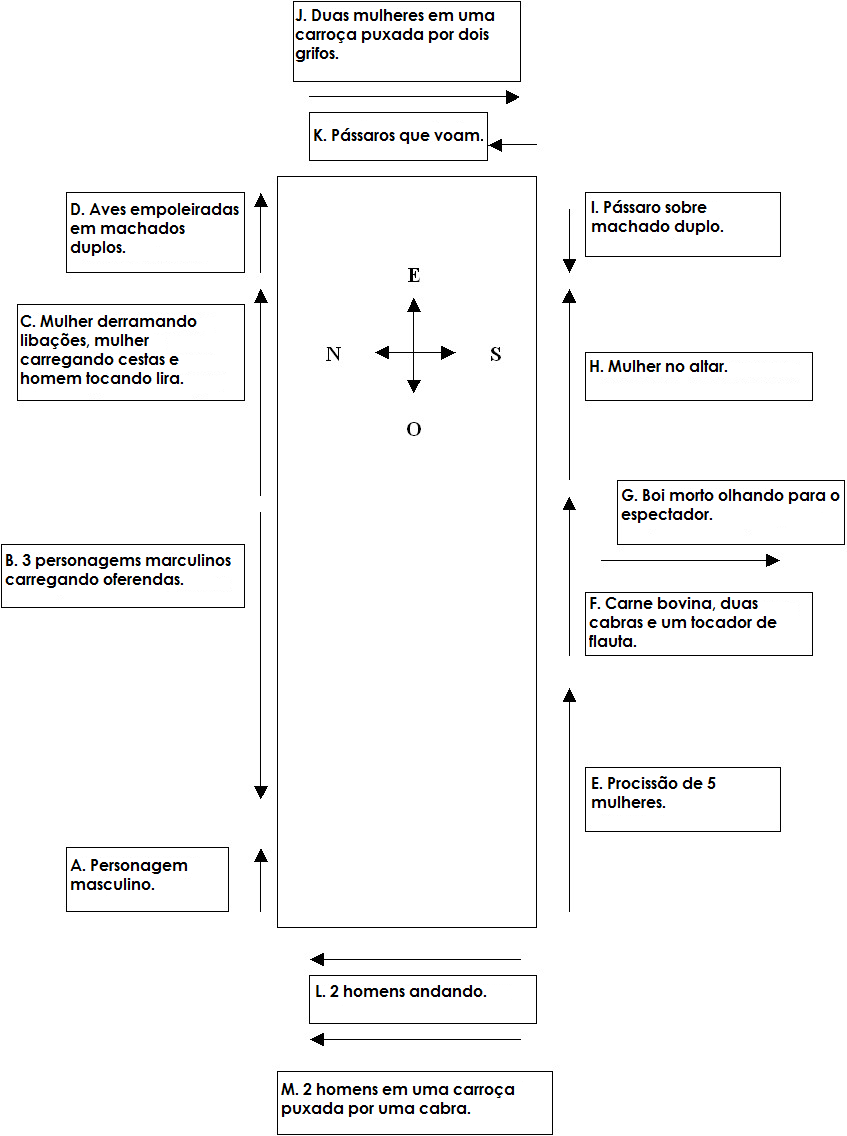
Las trece escenas del sarcófago

El sarcófago de Hagia Triada mide 0,895 metros de altura, 1,375-1,385 metros de largo y 0,45 de ancho, siendo uno de los mayores encontrados en Creta. Está cubierto con cal, un material que se encuentra normalmente en los frescos minoicos. En cada uno de sus lados hay diferentes escenas religiosas pintadas; también están decorados sus pies. Cada una de estas escenas está rodeada por tiras de ornamentación. Las seis caras del sarcófago ofrecen una serie de trece escenas. El espectador tiene que ir caminando en la dirección de las agujas del reloj, desde la cara norte hacia la derecha, alrededor del sarcófago, para poder tener una visión completa de todas las escenas. En la parte inferior del cajón se encontraron dos esqueletos. Aparte de huesos humanos, se encontraron una navaja de bronce, un cuenco de serpentina, una concha de Charonia tritonis y algunos fragmentos de estatuillas femeninas.
Aunque las escenas no representan procesiones de luto, como las que se ven en los sarcófagos micénicos, la presencia de huesos en lo que parece ser una tumba, sugiere que el sarcófago de Hagia Triada era un objeto asociado al funeral. Las escenas retratan actos naturales y sobrenaturales asociados a las creencias religiosas minoicas.
En los sarcófagos minoicos se realizaban perforaciones en su fondo, supuestamente para permitir el drenaje de los líquidos del cuerpo. La cultura minoica parece haber minimizado la importancia del cuerpo físico. Tras la descomposición del cuerpo, probablemente movieron los huesos a un lado del sarcófago, al suelo de la sepultura en sí o simplemente fueron transferidos a otro larnax que pasaría a servir como osario. El sarcófago de Hagia Triada no era una excepción de esta regla y tenía cinco perforaciones visibles en la parte inferior del mismo.

### Cara norte

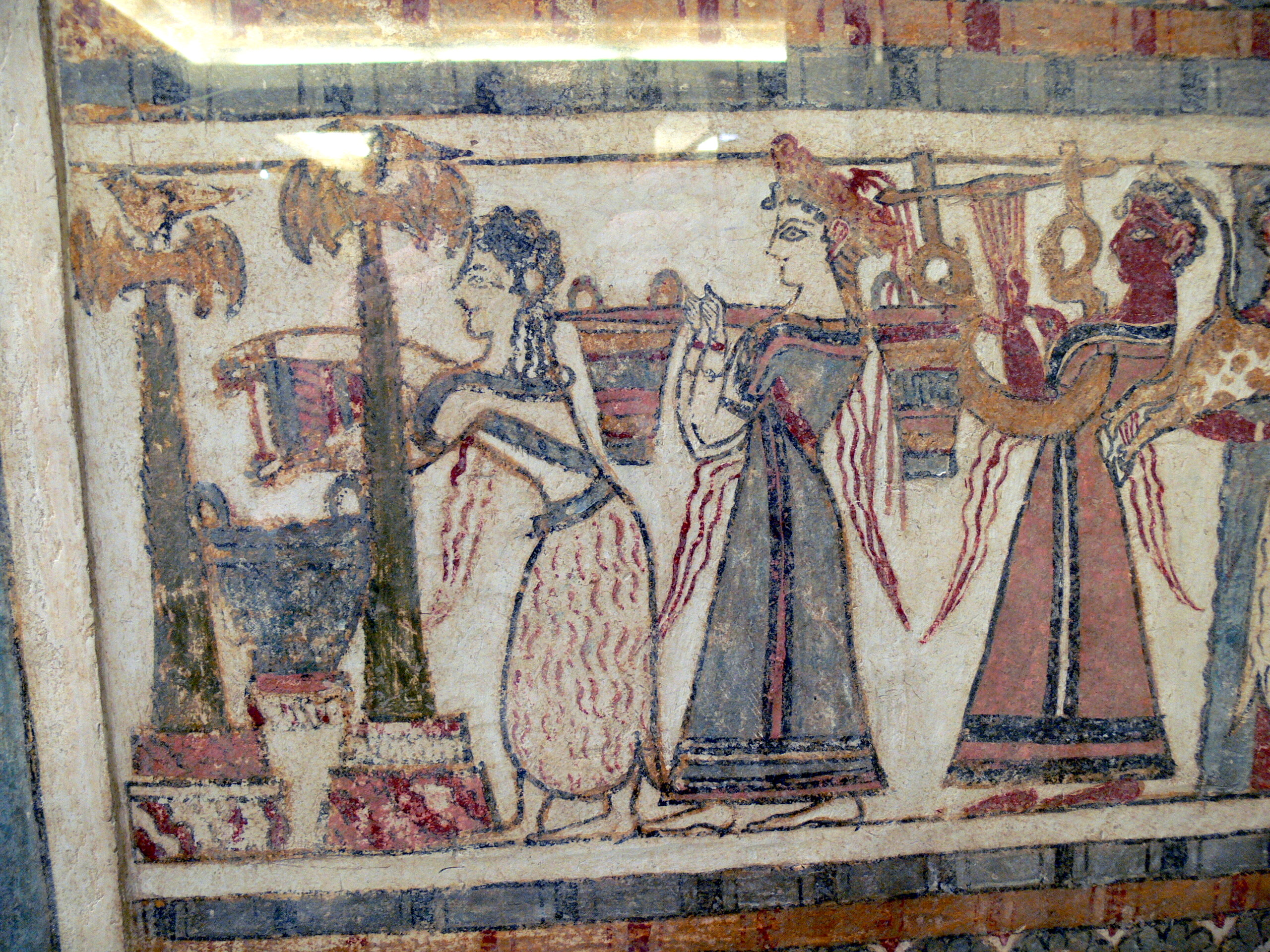
Escena de las mujeres con cántaros y un hombre tocando la lira en la cara norte del sarcófago

La decoración pintada en el lado norte del sarcófago es la más conocida, la más representativa y la mejor conservada. Estos conjuntos están divididos en registros horizontales sobrepuestos, encuadrados lateralmente por ornamentos verticales que se desarrollan a lo largo del pie del sarcófago. Después de una serie de registros que se caracterizan por patrones geométricos, líneas y rosetas, la figura principal, dispuesta en el centro, se desenvuelve en una amplia y compleja composición figurativa. A la izquierda vemos dos labrys o hacha doble, dorados revestidos con follaje. Los labrys están acoplados en dos postes, con lo que probablemente se buscaba una sensación de profundidad. Las bases están ornamentadas con representaciones similares, pero cada poste tiene un tamaño diferente, siendo el de la derecha mayor que el de la izquierda. Las hojas son de doble filo, tal vez para representar la existencia de dos hachas dobles dispuestas en ángulo recto, y están coronadas por dos aves (reales o ficticias), de espaldas a la escena. En Hagia Triada se encontraron pequeños labrys, lo que sugiere que la escena representada evoca una ceremonia real que se realizó en el yacimiento arqueológico. Estas hachas dobles no representan necesariamente una ceremonia de sacrificio, también pueden representar la renovación del nacimiento. El color verde de las hachas también representa, en algunas ocasiones, la voluntad de dar un aspecto vegetal a las mismas, símbolo de la naturaleza que renace cada año.

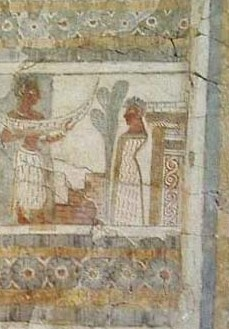
Imagen de la figura del extremo derecho del sarcófago, representando la muerte o la divinidad, frente a un santuario

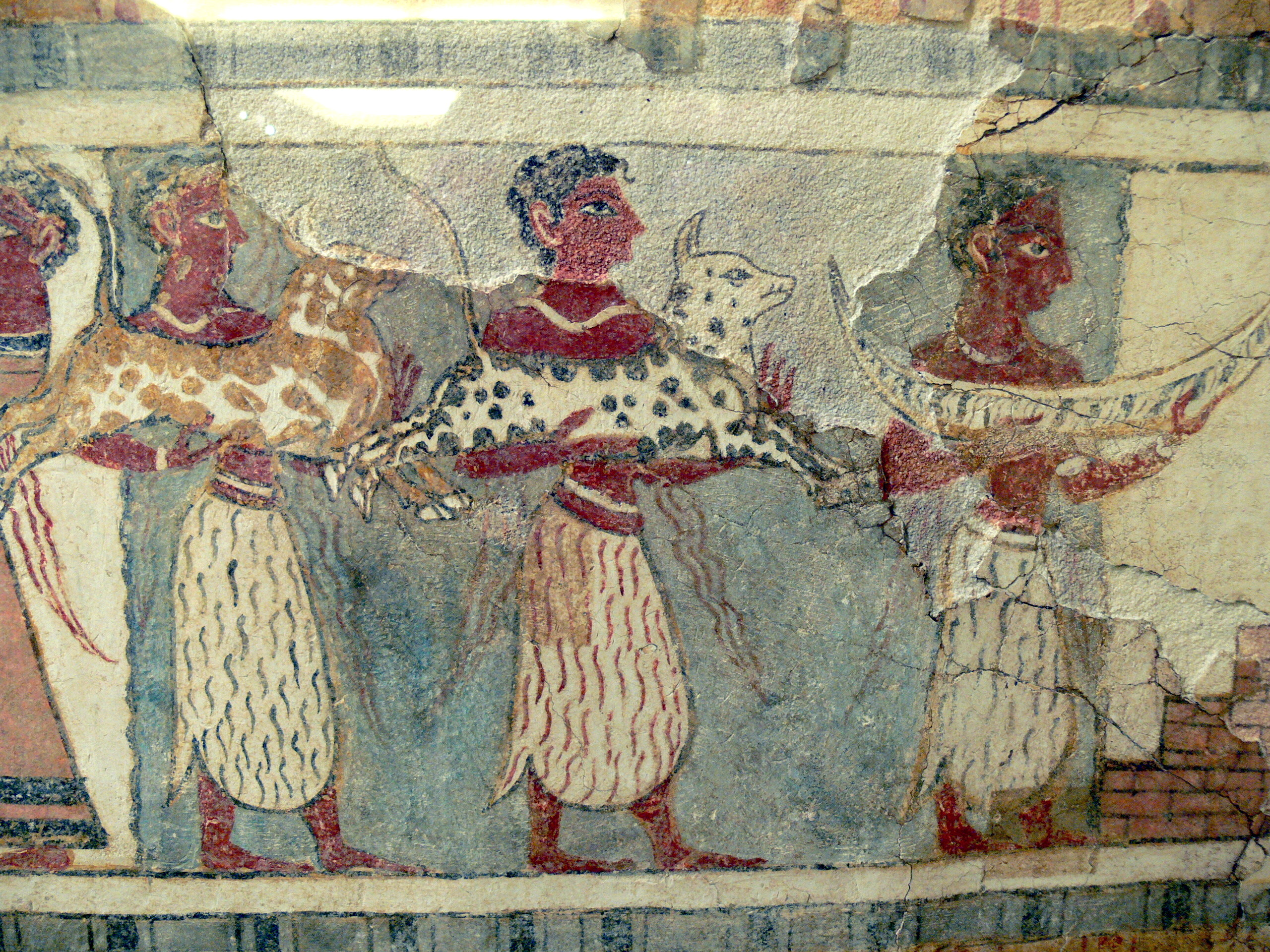
Procesión con ofrendas en representación del sacrificio

Las aves que coronan las hachas son de color negro y amarillo, y dan la impresión de que van a levantar el vuelo. Las aves son un elemento recurrente del arte minoico, incluido en la cima de colinas, altares, cuernos o personajes femeninos. Se considera que las aves servían como mediadoras entre los humanos y sus dioses. Entre los postes de las hachas hay un largo recipiente con asas dispuesto en un soporte elevado. Una chica derrama el contenido de otro vaso de forma similar, pero con una decoración distinta y más pequeño. El líquido podría ser la sangre de un animal sacrificado. A esta chica le sigue otra que carga sobre su hombro derecho un travesaño de madera del que cuelgan otros dos recipientes. Tras ellas, una tercera persona, esta vez de sexo masculino, las acompaña tocando la lira. Esta escena trascurre en un fondo blanco, que representa el día, ocupando casi la mitad de la imagen.
La segunda escena, que también aborda el tema de la ofrenda, se desenvuelve en el lado derecho de la imagen, ocupando gran parte de ella. A la derecha del todo se ve una figura masculina extraña, compuesta por una cabeza colocada sobre un cuerpo bruto, sin brazos ni piernas. Parece que lleva un ropaje que inhibe el movimiento y la visión de sus extremidades. Este personaje parece ver la escena en toda su extensión. Puede ser una representación de la muerte en sí misma, o una representación de su cuerpo o alma. También podría ser una divinidad o una representación simbólica. El posicionamiento de este personaje, su postura, y la forma en que parece contemplar la escena puede considerarse como el punto de partida de la lectura del sarcófago.
Tras esta figura se representa un pequeño elemento arquitectónico, decorado con bajorrelieve y pintura, motivos que se troncan y espirales. Estos patrones son similares a los que podemos ver en el exterior del sarcófago. Delante de la figura se disponen un árbol y una escalera de tres peldaños. Este elemento parece ser excepcional del arte egeo, aunque está más asociado al arte egipcio, donde las escaleras marcan claramente la transición de un lugar a otro, de un estado a otro y, por extensión, de la vida a la muerte. Charlotte Long y Roberto Paribeni concluyeron que existe un paralelismo con las costumbres egipcias de inhumación. Comparan a la extraña figura masculina con una momia dispuesta en vertical por Anubis en medio de la ceremonia egipcia de apertura de la boca.
Confrontado con este conjunto, en el centro del sarcófago, tres figuras masculinas avanzan en dirección a la muerte o la divinidad. Estos personajes se han pintado sobre un fondo azul, que representaba la noche, separándolos así de la posición de las demás escenas. Los tres llevan ofrendas: el primero lleva el modelo de un barco y los otros dos traen, cada uno, un becerro de pelo manchado, representados en actitud de galope en el aire. Esta forma poco común no es la adecuada para las circunstancias, lo que posibilita la interpretación de que, como el barco, los becerros no sean animales reales. En los santuarios minoicos se encontraron muchas figuras de terracota que representaban toros, y es probable que estos becerros sean una representación similar de las mismas. La postura de los animales es una reminiscencia de los frescos que retratan a un joven realizando acrobacias encima de un toro (taurocatapsia). Esta escena de becerros, o animales en miniatura, se relaciona con la escena del sacrificio representada en el lado sur del sarcófago. Esta conexión de las dos escenas de sacrificio situadas en el centro de ambos laterales enfatiza la importancia de este acto para el espectador.
La variedad de trajes de los diferentes personajes puede representar los diferentes estatus jerárquicos de la sociedad minoica, o el mundo sobrenatural de la misma.

### Cara sur

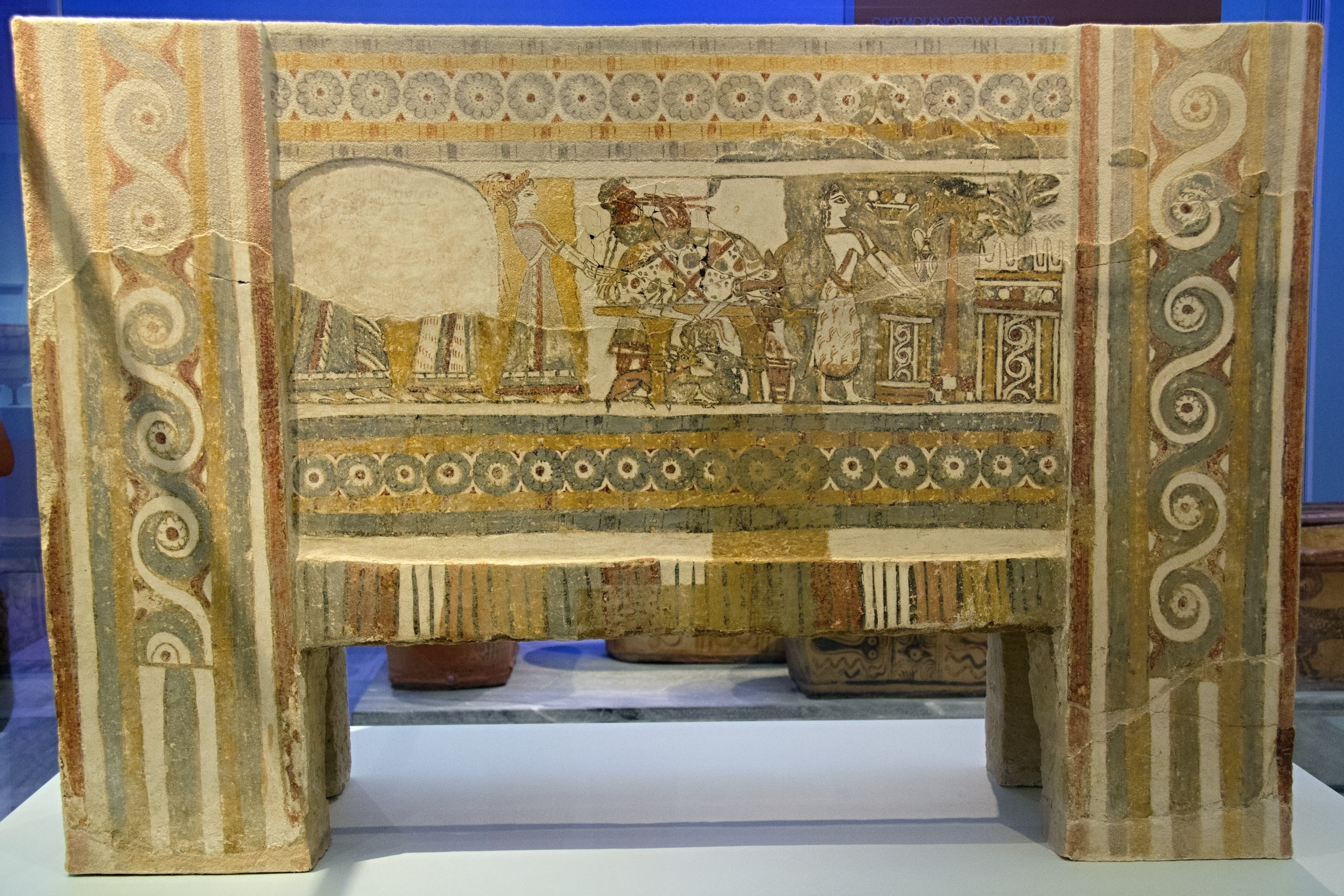
Cara sur del sarcófago de Hagia Triada

La cara sur está dividida en cinco episodios. Este lado, igual que la cara norte, está decorado con registros horizontales a través de la representación de una historia principal. La escena también representa una procesión que se dirige hacia un pequeño santuario. Dicho santuario es visible en el extremo derecho de la escena, compuesto por dos elementos arquitectónicos decorados con colores llamativos y patrones de espirales. El primero, y mayor, está coronado por dos pares de cornamentas, separadas por un arbusto. El segundo es un altar, en el que hay un cuenco con frutas y un cántaro de cuello largo decorado con líneas curvas pintadas. Este objeto era usado probablemente en las libaciones. Entre los dos elementos del santuario hay un hacha doble, construida sobre un poste largo (similar a las del lado norte del sarcófago), sujeto por una especie de base con decoración de cuadrados blancos y rojos alternados. Esta hacha también está coronada por un pájaro que parece mirar toda la escena. El pájaro tiene un ala ligeramente desplegada, lo que parece simbolizar que va a levantar el vuelo. Con un buey en el centro de la escena, el ave es el único elemento orientado en dirección contraria al resto de personajes.

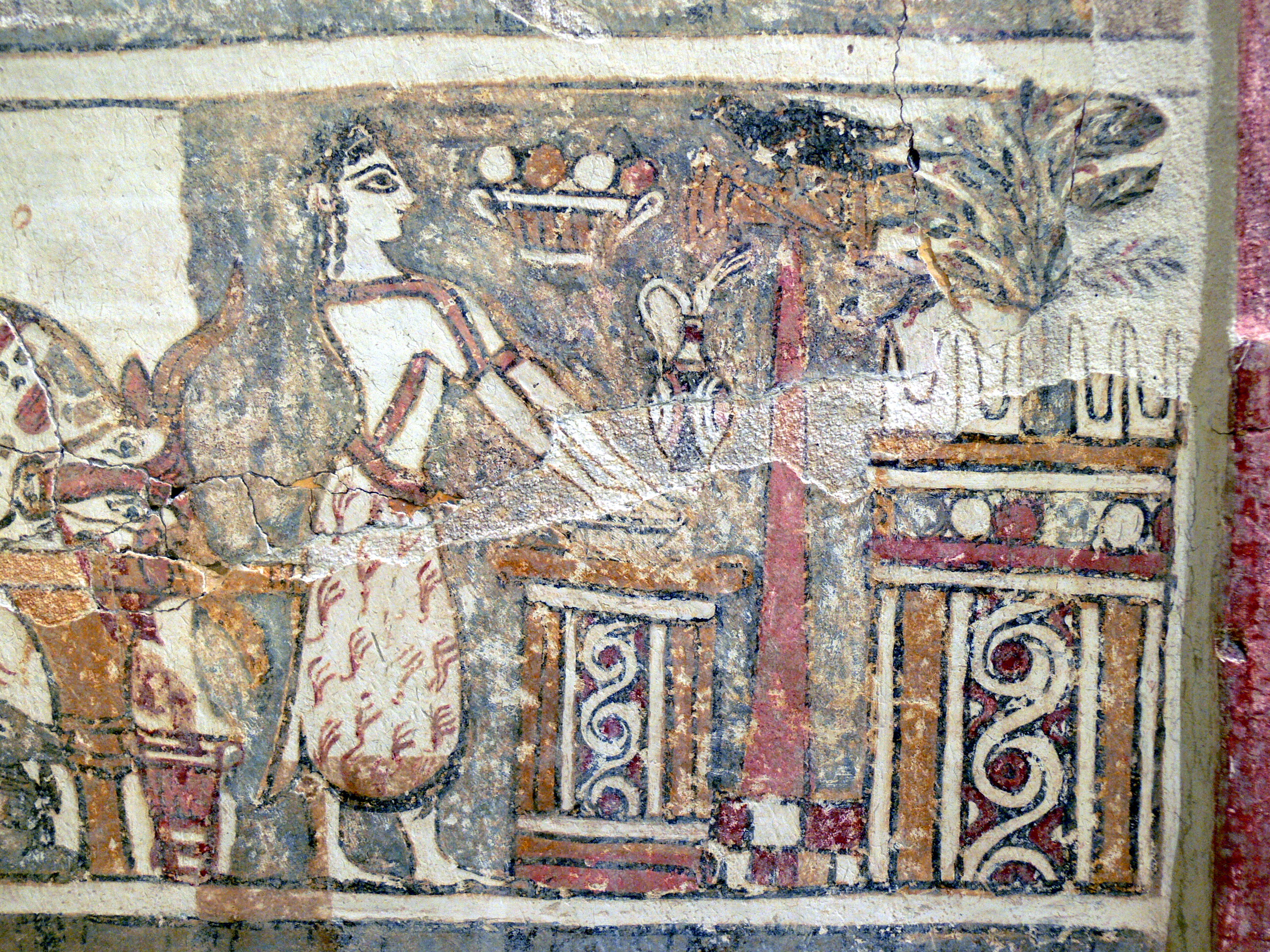
Detalle de la sacerdotisa de la cara sur del sarcófago

Al contrario que en la cara norte, los personajes forman parte de la misma escena, y todos se dirigen hacia la misma dirección, es decir, hacia el altar y el santuario. El personaje más cercano al santuario es una sacerdotisa que practica un sacrificio en el altar. El altar es cuadrangular y su parte superior es ligeramente más larga que la inferior, que se considera un elemento que no forma parte del altar en sí, dada la diferencia de colores empleados. La primera mujer se encuentra, por tanto, frente a este mismo altar, levantando las manos sobre el cuenco. Tras ella, amarrado sobre la mesa, hay un toro que ha sido sacrificado, y su sangre fluye en un balde alargado que está en el suelo de lado a lado de la mesa. Bajo la mesa se observan dos cabras y detrás a un joven músico que toca la flauta doble. Spyridon Marinatos sugirió que la música de flauta que acompaña al sacrificio de un animal debe haber sido intensa, igual que la música de la lira en la cara norte pretendía ser relajante. Tras él, cuatro mujeres jóvenes caminan de dos en dos, precedidas por una niña, que realiza el mismo gesto que la sacerdotisa que oficia la escena frente al altar, con la diferencia de que esta extiende sus manos sobre el toro muerto. El toro, dado su tamaño, es el elemento más importante de la cara sur, un hecho que demuestra nuevamente la importancia de los animales y su sacrificio en la cultura minoica. Aparte de que su sacrificio sea el centro de la escena, es el único personaje que mira hacia fuera del sarcófago, confrontándose con el espectador. La sangre que brota de su cuello es depositada en un recipiente que parece, según el punto de vista, enterrado en el suelo. Que la sangre se recoja en un punto específico del lugar muestra que estaba destinado a estas prácticas y representa su aspecto religioso.
De igual forma que en la cara norte, el fondo también se divide en superficies pintadas con colores blancos, amarillos y oscuros: de izquierda a derecha, vemos que las imágenes se representan sobre amarillo, blanco, azul y blanco nuevamente.

### Cara este

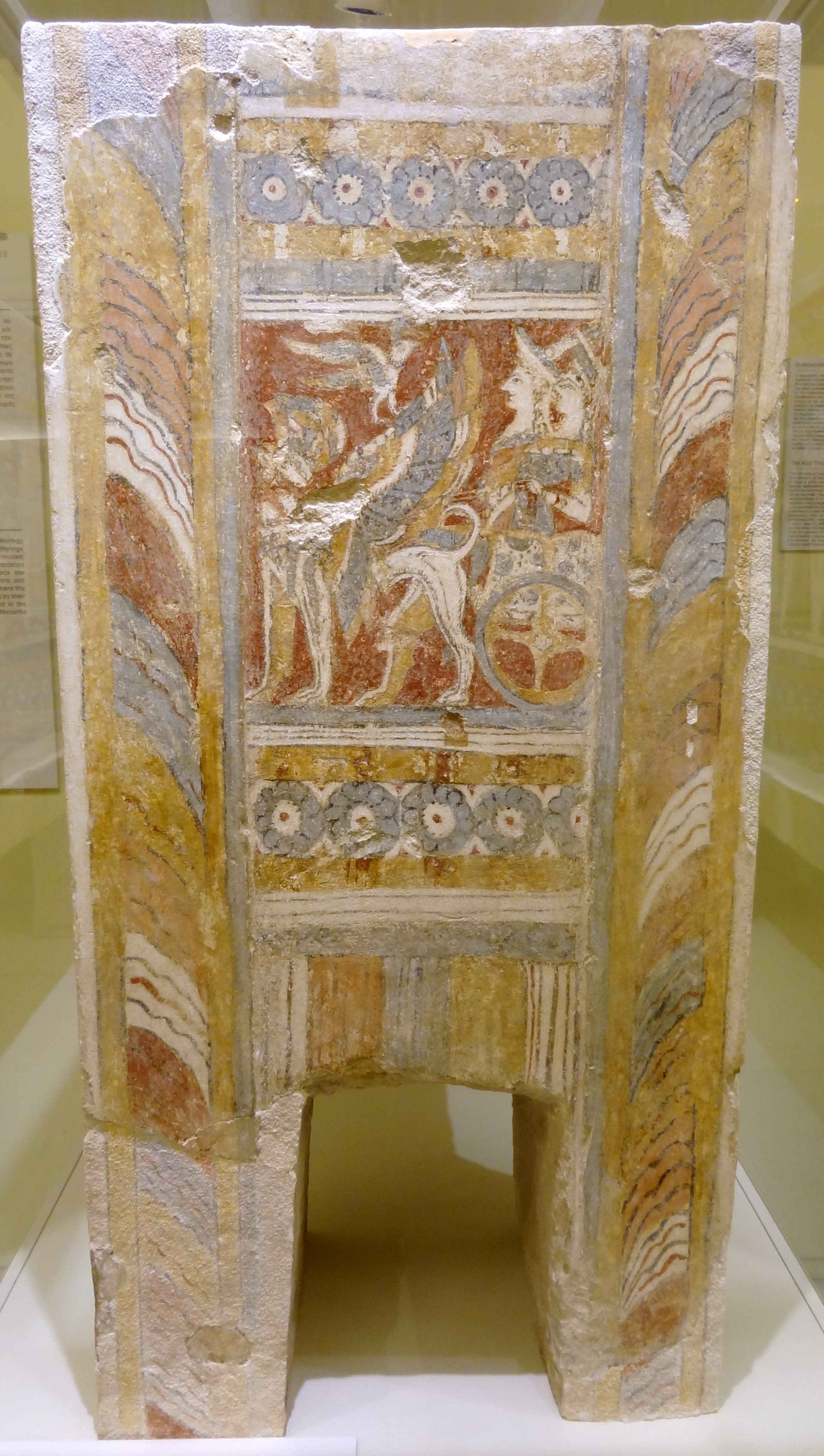
Cara este del sarcófago

La cara este, uno de los lados menores del sarcófago, fue probablemente la cara más expuesta a los visitantes del túmulo. Está decorada por una escena con figuras pintadas sobre un fondo rojo, enmarcado por molduras con diseños geométricos y rosetones, similares a los de las otras caras del mismo. Esta escena representa un carruaje con dos mujeres, una como conductora, sosteniendo las riendas, y la otra como pasajera. El carruaje es tirado por dos grifos con alas multicolor. El uso de seres mitológicos como los grifos indica que las mujeres van montadas sobre el transporte de las divinidades. La presencia de personas o divinidades es común en los sarcófagos minoicos y se solían plasmar sobre las extremidades de estos como protección para los muertos.
El carruaje está cubierto por la piel moteada de un animal. Este elemento recuerda al animal sacrificado de la cara sur del sarcófago. Puede incluso ser la piel del mismo, por los colores y el parecido, como un ejemplo de su uso tras el sacrificio. Por tanto, se ha interpretado esta conexión de las escenas como un símbolo de la resurrección y la renovación. Un pájaro vuela sobre el grupo de figuras de la escena. Esta ave es diferente de las que hay en la cara norte y sur, tanto en forma como en tamaño. Es un pájaro de gran tamaño y largas patas, con un plumaje brillante que vuela en dirección opuesta a la mirada del resto de personajes de la escena.

### Cara oeste

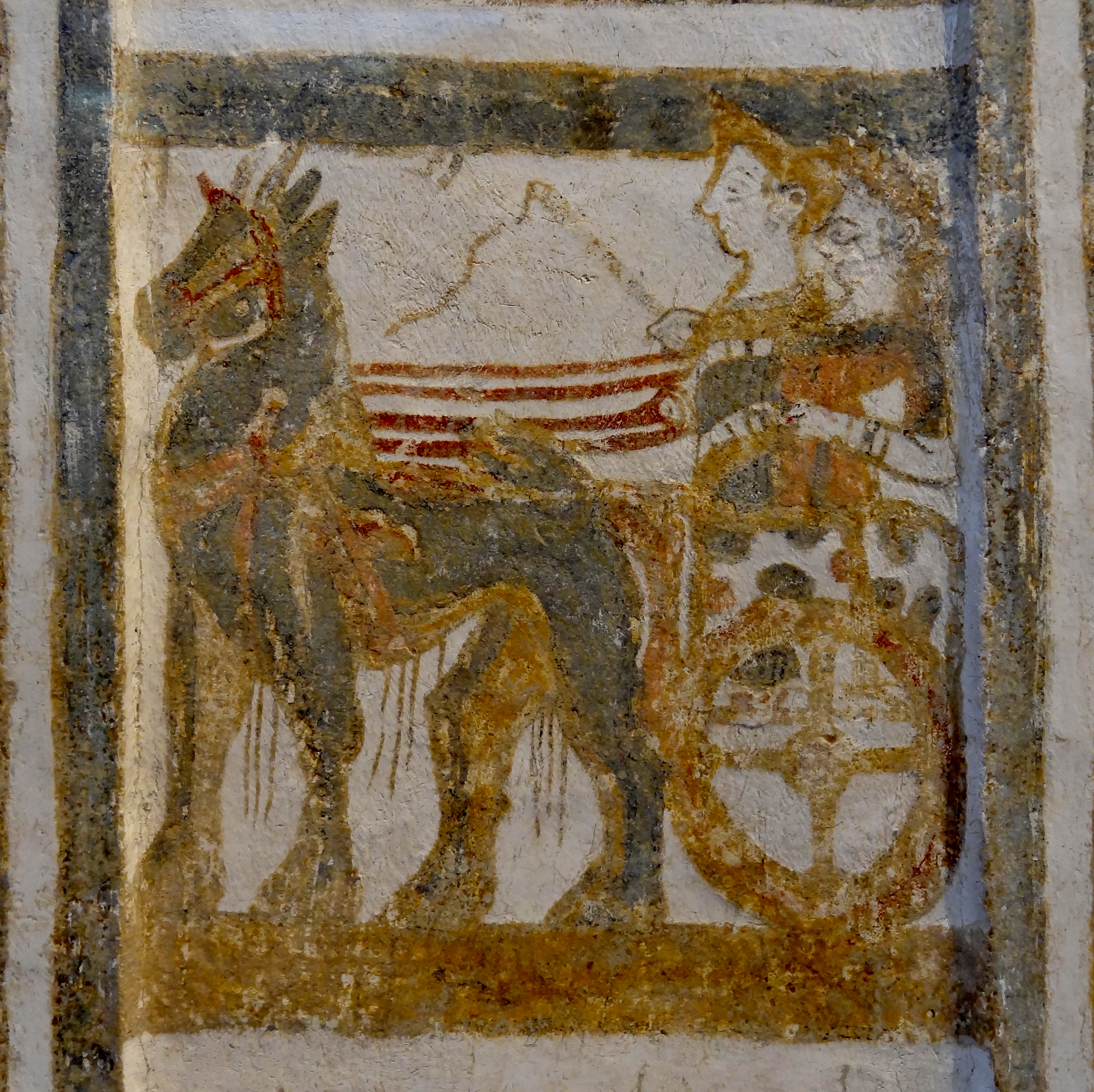
Cara oeste del sarcófago

La cara oeste está decorada, en general, como la cara este, exceptuando la decoración central, que presenta está vez  cabras (kri-kris), en vez de grifos. Esta escena se divide en dos partes; sin embargo falta la mayor parte de la decoración superior del sarcófago. A pesar de ello se pueden denotar los pies de unos personajes masculinos en actitud de caminar. El espacio sugiere que pudieron haber sido representadas tres o cuatro personas en este fragmento. En la parte inferior de la cara oeste, dos hombres llevan un carruaje. Igual que en la cara este, el carruaje es tirado por animales, refiriéndose así al estado sobrenatural de los hombres que lo montan, percibiéndolos como dioses. Las cabras de la escena son animales salvajes, lo que transmite que estas divinidades tienen el control sobre los animales y la naturaleza. Las escenas de caza representadas en los sarcófagos pretenden expresar la riqueza de la tierra en que vivían y lo retratan como un pasatiempo lúdico de otro mundo. De igual forma, esta escena puede querer transmitir la continuidad de las actividades del difunto tras su muerte en una nueva vida.
Hay larnax datados del Minoico reciente IIIB que representan carrozas que cargan el cuerpo del difunto. Este tipo de diseño se debe a una clara influencia micénica.

### Rosetas

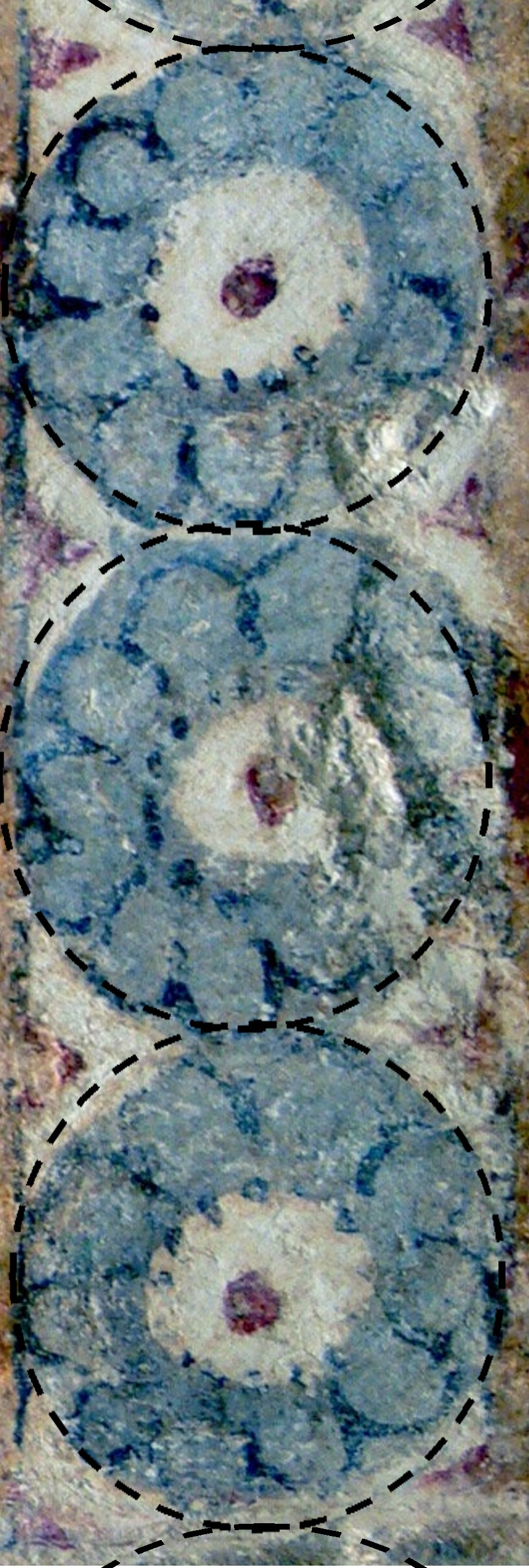
Rosetas del sarcófago

El patrón realizado por rosetas es una parte importante de la decoración del sarcófago, empleado en todas sus caras. Las rosetas flanquean sus dos caras principales, y de la misma manera están presentes en el centro de las espirales en forma de "S" que adornan el resto del mismo. Estas están rodeadas por picos de colores que separan cada pétalo en su intervalo. Las rosetas tienen entre 10 y 11 pétalos y están pintadas en su mayoría de azul. Podrían ser interpretadas como un elemento decorativo más, pero su omnipresencia en todas las partes del sarcófago nos hace pensar que tenían un significado especial en las creencias minoicas. Puede que cada una de ellas pretenda representar un evento único, y sus interconexiones plasman el movimiento y la renovación: todo lo que acaba vuelve a empezar. Se suceden de forma armoniosa porque tienen un punto de conexión entre todas las del sarcófago. La transición de una roseta a otra puede realizarse de derecha a izquierda, o en dirección contraria, porque todas están interconectadas, imitando el movimiento de la procesión, lo que aporta armonía al sarcófago.
Spyridon Marinatos cree que esta visión cíclica de las rosetas se asemeja a los conceptos de las religiones del Mediterráneo del II milenio a. C. La ondulación de la roseta imita la acción de las olas y tiene su origen en las experiencias de los minoicos en el mar. El número total de rosetas del sarcófago es 19, dispuestas por los pisos y las superficies superiores e inferiores principales, pudiendo tener este significado simbólico asociado al culto funerario del calendario primitivo.

### Espirales
Los patrones de rosetas y espirales fueron muy utilizados en el templo de Cnosos durante el periodo neopalacial. Las espirales en "S" del sarcófago, acentuadas por sus tonos azules y blancos, también están presentes en un fresco de la sala del trono de Cnosos. El hecho de haber encontrado más espirales iguales en Tirinto, Pilos, Tanagra y Argos indica que este tema está más relacionado con la cultura micénica que con la minoica. En el sarcófago se han encontrado espirales en las extremidades norte y sur, a lo largo del pie, en una sucesión de entre seis y cinco motivos. Algunas de las espirales aparecen un poco truncadas. Este motivo se repite en la estructura de la cara norte, detrás de la figura de la derecha. Seguidamente, en el lado sur, las vemos en el altar y en el santuario coronado con cornamentas dobles. En Acrotiri, en la isla de Santorini, podemos ver una puerta con lirios y conrnamentas de consagración enmarcadas con espirales similares un fresco con una puerta con cornamentas de consagración. Espirales similares a las del sarcófago enmarcan una puerta con lirios.
Los motivos de espirales son comunes en la cerámica minoica tardía y en la micénica. Igual que en el sarcófago, las espirales se asocian al mar y a las cabras.

### Labrys

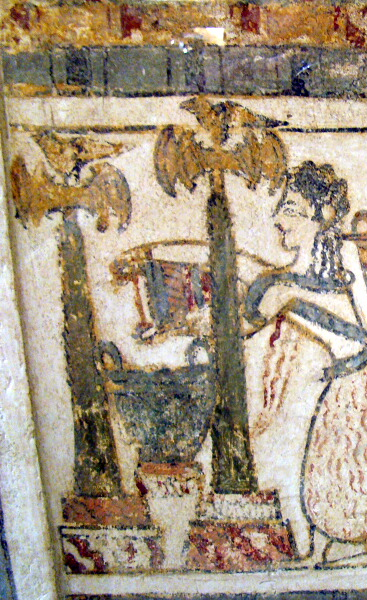
Detalle de la cara norte del sarcófago donde se observan las hachas dobles sobre los pedestales

Las hachas dobles (labrys) son un elemento recurrente en la religión minoica. Se encuentran en dos caras del sarcófago. En la cara norte aparece un modelo con cuatro láminas, dispuestas simétricamente en torno a una roseta. En el lado sur hay otro modelo de estas hachas, cuyas láminas internas están decoradas con apéndices en forma de espirales. En ambas caras están colocadas sobre postes altos. En el lado norte están colocadas sobre unas bases circulares con un diseño estriado. En el lado sur, la base es simple y rectangular, con un diseño de cuadrados blancos y rojos. Para Martin Nilsson no hay duda de que las hachas dobles tienen un significado religioso, y también cree que pueden ser un objeto de adoración. También ha planteado la hipótesis de que fuesen un fetiche o un símbolo de adoración a un dios concreto.

### Aves
Comúnmente, las aves que se representan en los sarcófagos, inclusive los pájaros que están encima de los labrys, son diseñados como palomas. Sin embargo las aves representadas en la cara norte son pequeñas y amarillas, mientras que la de la cara este tiene un plumaje amarillo y azul y una cresta similar a la de una cacatúa. Ninguna especie cretense ni de regiones próximas poseía tales características. Así mismo los grifos son "aves" a las que se han atribuido estos mismos aspectos sin relación con la realidad. Por otro lado, el pájaro de la cara sur del sarcófago se asemeja a varias especies por su plumaje, como las águilas, los cuervos o los cucos. Por la descripción del ave y las que se conocen de la época, Evans cree que podría tratarse de un  pájaro carpintero negro de Creta.
La representación de aves en el sarcófago se interpreta como una expresión del alma del fallecido. Hasta ahora no se ha logrado un consenso sobre qué especies están siendo representadas en el mismo. También existe la posibilidad de que estén asociadas a determinados dioses del panteón minoico, una práctica común de la mitología griega.

## Lectura cromática

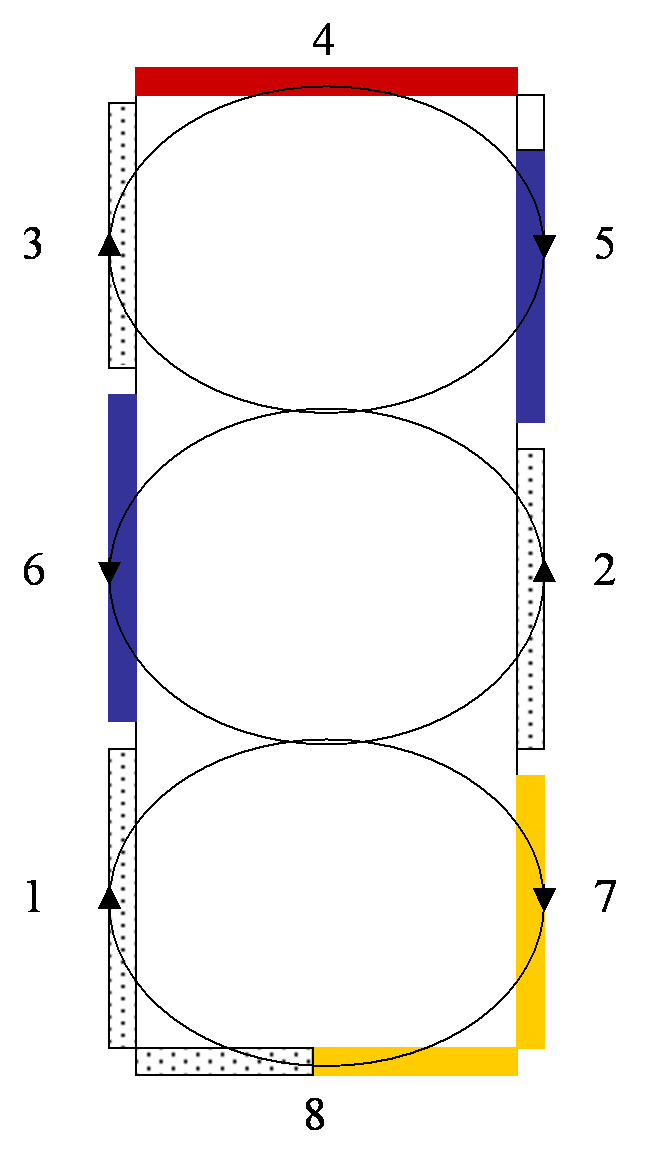
Esquema representativo de los diferentes colores utilizados para el fondo de cada escena, y las diferentes etapas de lectura propuestas por Walgate

Las cuatro fases del sarcófago se pueden dividir en varios registros según el color determinado de la zona. El artista empleó diferentes colores con el fin de reforzar ciertas áreas y personajes. Si observamos todas sus caras veremos una alternancia de azul, rojo, amarillo y blanco. En el lado norte los cambios de color van de uno claro hacia uno oscuro y luego claro nuevamente, pero en el lado sur se produce lo contrario; primero es oscuro, luego claro y finalmente oscuro y claro de nuevo. La cara este, tras las figuras de los grifos, tiene un fondo rojo brillante, pero el lado oeste tiene una primera parte blanca y la inferior amarilla. El paso de claro a oscuro también puede estar asociado con la transición del día hacia la noche, más oscura, o de la vida a la muerte. La distinción que hacen los colores del fondo permiten al espectador diferenciar entre los distintos episodios.
La lectura del sarcófago a través de sus colores sugiere una lectura no lineal. La historia parte desde el personaje que está a la derecha de la cara norte, hacia el centro de la cara sur, la del sacrificio del toro, antes de volver a conectarse con el lado derecho de la cara norte. Estos tres episodios de fondo blanco sugieren que estas actividades se realizaron de día. Dirigido por los pájaros que levantan el vuelo sobre las hachas dobles y, seguidamente, por el carruaje tirado por grifos, el espectador vuelve a la escena del lado sur donde se realiza la ceremonia de ofrendas. Estas escenas van del color rojo oscuro y brillante a un azul oscuro en la escena de las ceremonias. La conexión de estos colores representa el atardecer dando paso a la noche.
Un pájaro orienta al espectador a que avance en dirección al centro de la escena de la cara norte, donde está la procesión de ofrendas con los animales, posiblemente de terracota, y el modelo de un barco. Este episodio tiene lugar en un fondo oscuro, lo cual sugiere que sucedió de noche también. La historia continúa por el lado izquierdo de la cara sur, donde se observa la procesión de mujeres que caminan ya en un fondo amarillo, lo cual indica que el momento del día en que sucede es el amanecer. La parte más pequeña de la cara oeste, representada por el carruaje tirado por cabras salvajes, tiene de por sí un fondo blanco, por el color del material, que representa el día nuevamente. El sarcófago representa por tanto una serie de escenas que suceden desde el amanecer hasta que cae la noche.
Este movimiento crea tres círculos interconectados, cada uno de ellos por un tema específico. El sacrificio es el eje de la narrativa, que se encuentra en el centro de cada una de las caras principales, y en torno a este giran las acciones de los otros dos círculos. Las dos escenas de libación de cada una están conectadas, formando una esfera al este del círculo del sacrificio. El círculo que se forma al oeste, es donde comienza y termina el viaje, y donde el fallecido o el espectador deben decidir si continuar el camino o poner fin a la historia.

## Influencias

### Egipcias

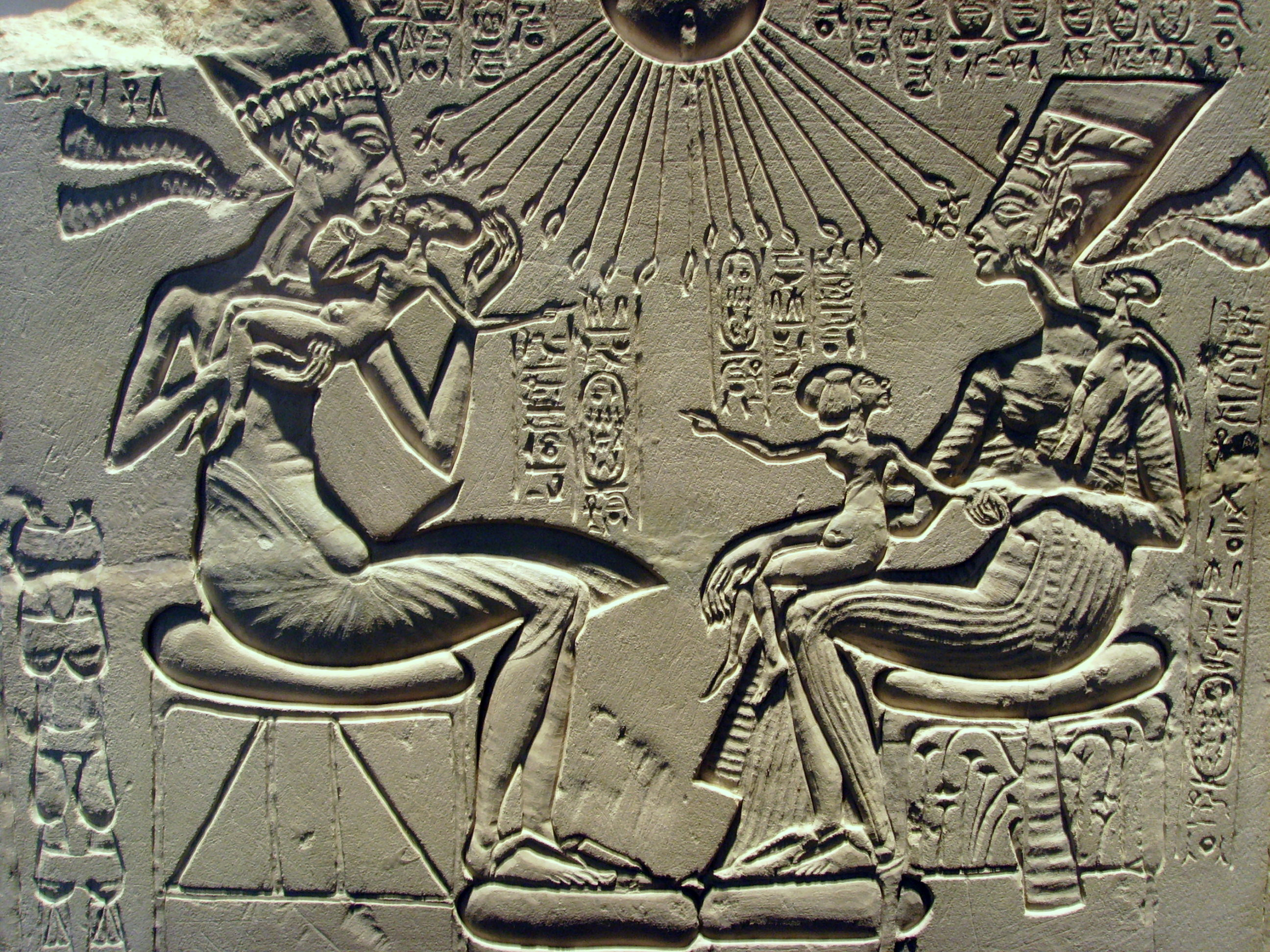
Bajorrelieve egipcio

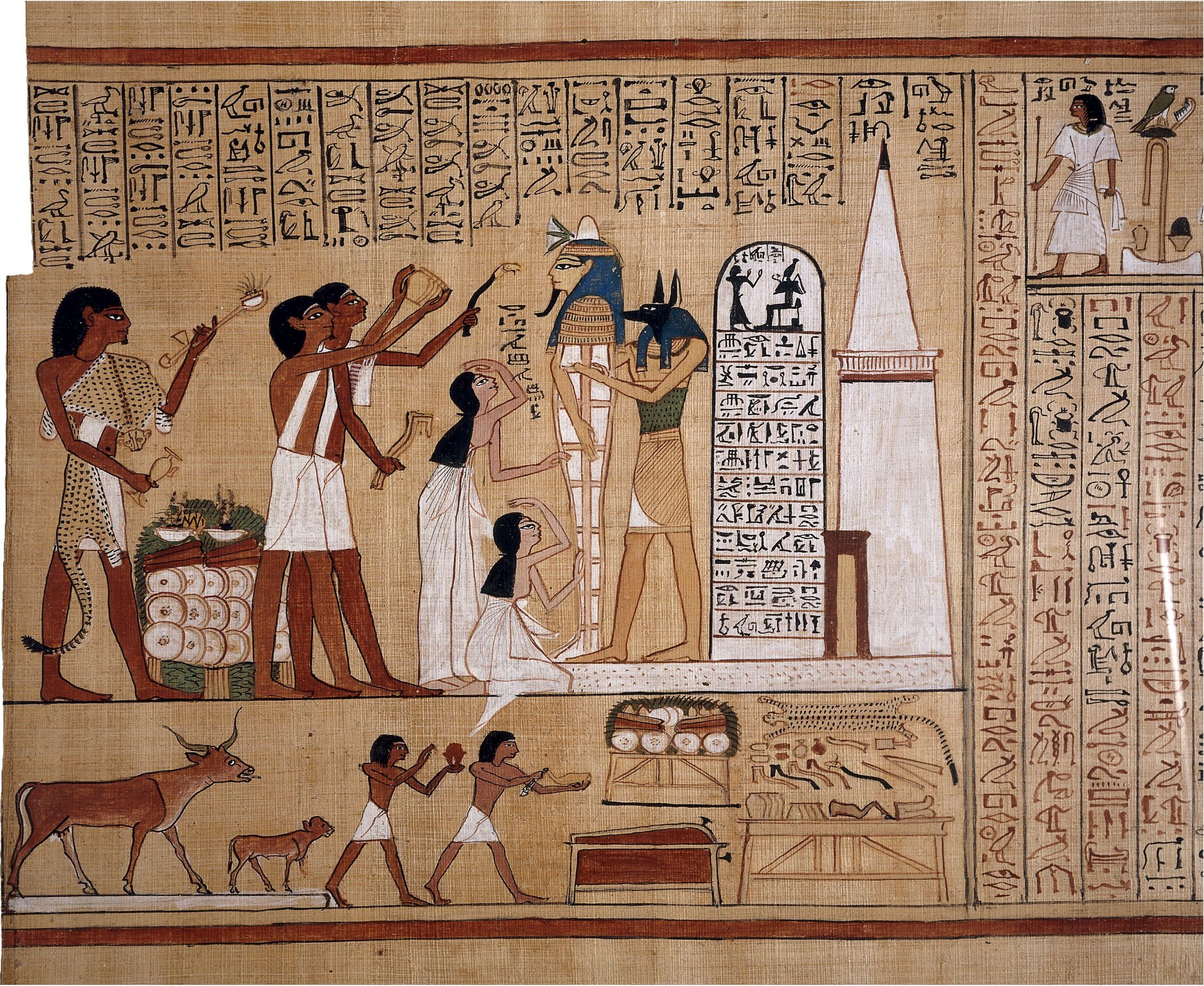
Ceremonia egipcia de la boca abierta

Si las imágenes empleadas en el sarcófago son de inspiración minoica, la organización de los diferentes elementos de los paneles narrativos no tienen ninguna equivalencia o semejanza con la misma. Los arqueólogos, entre ellos Evans, sugieren que la organización de los motivos minoicos deriva de cánones artísticos egipcios, donde las procesiones y ritos ceremoniales están presentes en las paredes de los túmulos del Antiguo Imperio, y que la otra fuente que inspira el resto de elementos provienen de la cultura minoica en sí.
Desde el descubrimiento del sarcófago a principios del siglo XX, las influencias egipcias fueron comentadas y debatidas por los arqueólogos. Los rituales presentes en él son de origen minoico y muchos de estos elementos fueron encontrados en sellos de la misma sociedad. Esto motivó a algunos investigadores a minimizar la influencia egipcia. Pero, a pesar de que algunos investigadores, como Charlotte Long, enfatizan en el aporte minoico, otros investigadores están de acuerdo en que este sarcófago estuvo influenciado por diferentes grupos culturales externos.
Como se ha mencionado anteriormente, el sarcófago se ha realizado a partir de un pedazo de piedra caliza, que se encontraba en abundancia en Creta. Hasta el momento este es el único túmulo de este tipo encontrado en la isla, y el sarcófago de caliza más antiguo de todo el Egeo. Al restaurar el sarcófago, los investigadores se dieron cuenta de que las rosetas fueron primeramente talladas en la piedra. Tallar la piedra para obtener un bajorrelieve no es un método conocido en el mundo Egeo; para lograr un efecto tridimensional estos utilizaban pedazos de estuco que pegaban al soporte inicial. Por el contrario, se encuentra regularmente este tipo de técnica, el bajorrelieve, en Egipto, donde es usado desde tiempos del Antiguo Imperio. Dado esto, es muy poco probable que la técnica del bajorrelieve surgiera por sí misma en la cultura minoica o micénica, sino que probablemente llegó con la influencia egipcia.
Las técnicas de pintura y los materiales empleados también son diferentes convenciones de la pintura Egea. Cuando se rompió el sarcófago quedó patente la utilización de témpera, un material ampliamente empleado en Egipto. Ciertamente uno de los pocos casos en que no se emplea esta pintura en Egipto es en la técnica empleada en el fresco de Tell el-Dab'a, en Avaris, hecho por los minoicos.
El uso del azul egipcio es común en todo el mar Egeo, detectado en todos los murales, pero no fue encontrado ningún vestigio en el sarcófago. Un análisis del pigmento azul usado muestra que no es el azul egipcio, ni un pigmento azurita, comúnmente usado en el mar Egeo. El pigmento del sarcófago está hecho a base de lapislázuli, y es hasta ahora el único caso del mundo minoico. El lapislázuli, encontrado en Pakistán, Afganistán y Tayikistán, fue importado al Egeo por la costa de Oriente Medio. Durante el reinado de Amenófis III, contemporáneo del Minoico Reciente IIIA, las relaciones comerciales entre Egipto y las regiones de Palestina, Chipre y el mar Egeo fueron intensas. Por esto se cree que es muy probable que el lapislázuli llegara desde Egipto.

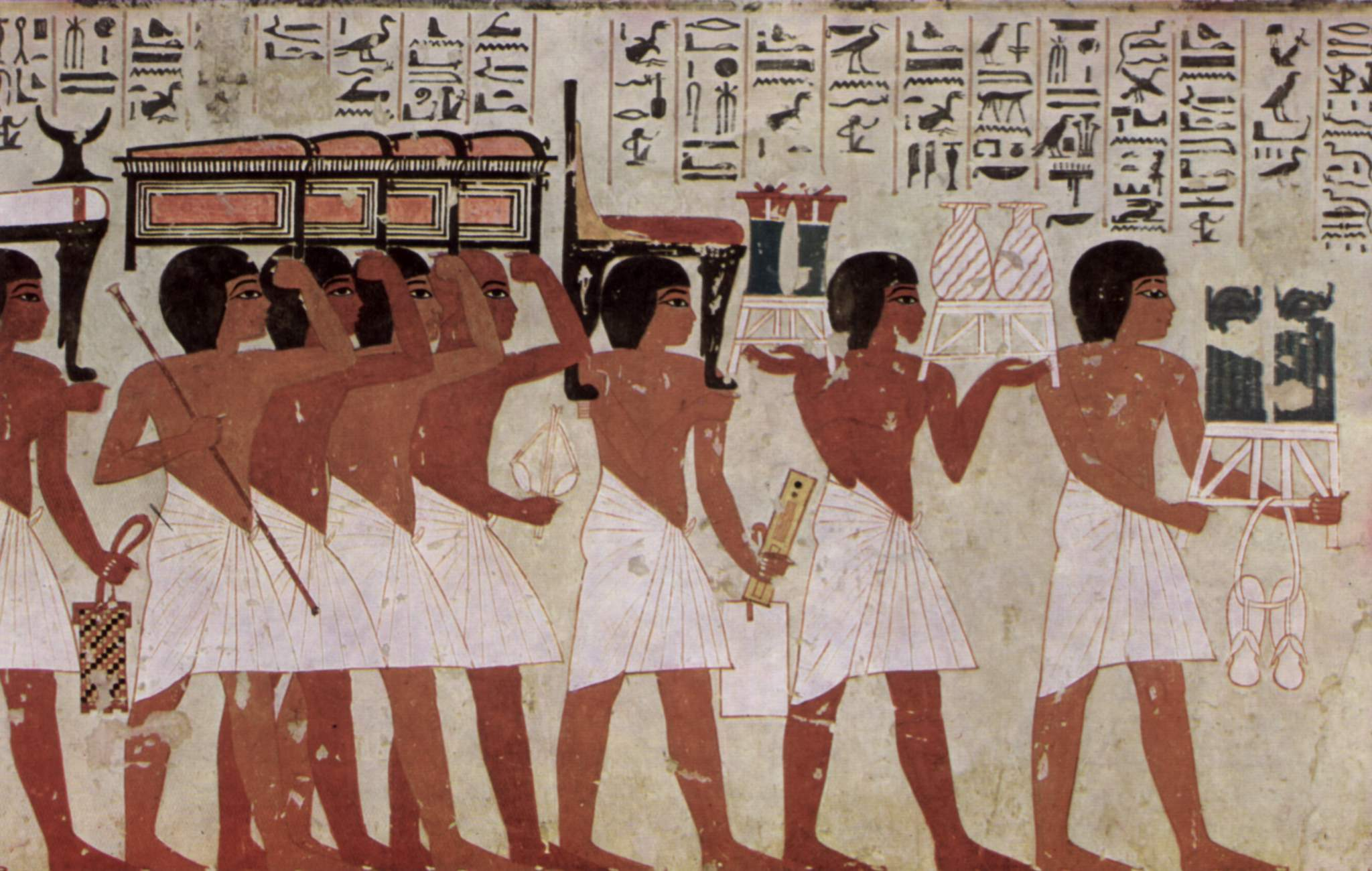
Procesión funeraria egipcia

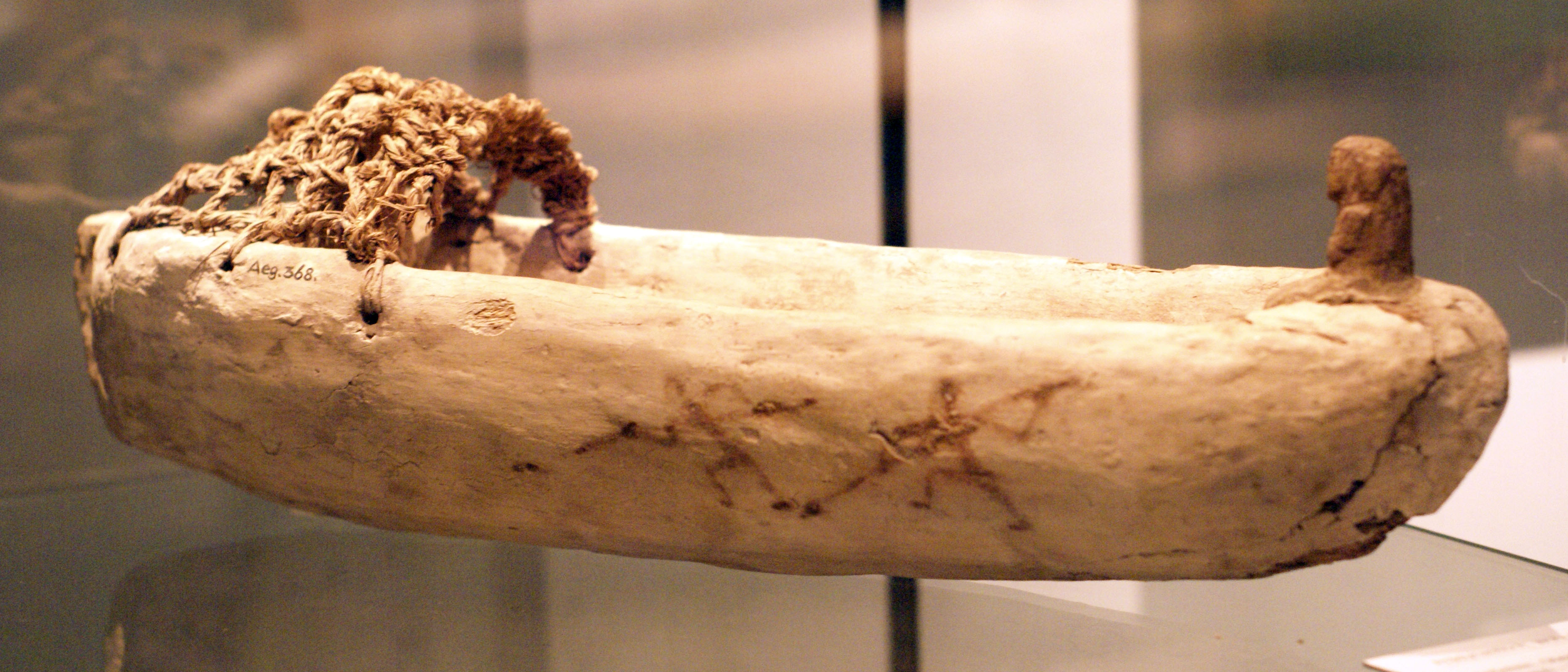
Modelo de arcilla de un barco egipcio

Varios túmulos tebanos de la dinastía XVIII tienen representaciones convencionales de procesiones fúnebres y procesiones que traían ofrendas, regalos de los emisarios de Keftiu. Estas representaciones de Keftiu tienen cierta similitud con los personajes de la cara oeste del sarcófago. La presencia minoica en los frescos egipcios refuerza la idea de que hubo un intercambio de técnicas y conocimientos entre estos pueblos. Varias representaciones egipcias también tienen información sobre lo que podrían haber llevado los emisarios minoicos como ofrenda: cerámica, tejidos, lingotes de cobre, joyas y, en dos de los casos, estatuas de toros. En el arte minoico, el único fresco en el que las ofrendas están compuestas por otros objetos, como la cerámica, es el del sarcófago de Hagia Triada. La idea de que en la procesión de ofrendas hayan estatuas de toros se ve como una prueba de la influencia egipcia, igual que el modelo del barco. Las representaciones de navíos en un contexto funerario son bastante extrañas, respecto a la cantidad de representaciones de estos que hay en los sellos. Los barcos no están representados de forma aislada a los elementos religiosos y no parecen tener otro significado más allá de lo que es, un barco. Además, los navíos de los sellos minoicos se representaban con un mástil, una vela en forma de filo y remos. En el sarcófago vemos todo lo contrario: el barco representado solo consta del casco. Nuevamente se puede hacer un paralelismo con la tradición egipcia de los navíos, donde es un símbolo importante de su cultura. En los túmulos de la nobleza de Tebas, como el de Hatshepsut y el de Amenofis II (1479-1392 a. C.) encontramos imágenes de embarcaciones que llevan difuntos. El estilo del barco del sarcófago se aproxima mucho más a estas representaciones tebanas que a cualquier representación minoica.
El ejemplo más reciente de la influencia egipcia reside en el personaje que se encuentra a la derecha del todo en la cara norte del sarcófago. Esa figura sin brazos, como momificada, no se ha visto en la cultura del Egeo anteriormente; ni en sellos, ni frescos, ni cerámicas, ni estatuillas. En el sarcófago no se ven representaciones del fallecido en un cofre o cajón mortuorio en sí, de modo que las representaciones que se hacen pueden simbolizar la regeneración y la vida eterna. También podemos hacer un paralelismo con el personaje de la derecha y una momia egipcia en el ritual de abrir la boca.

### Micénicas

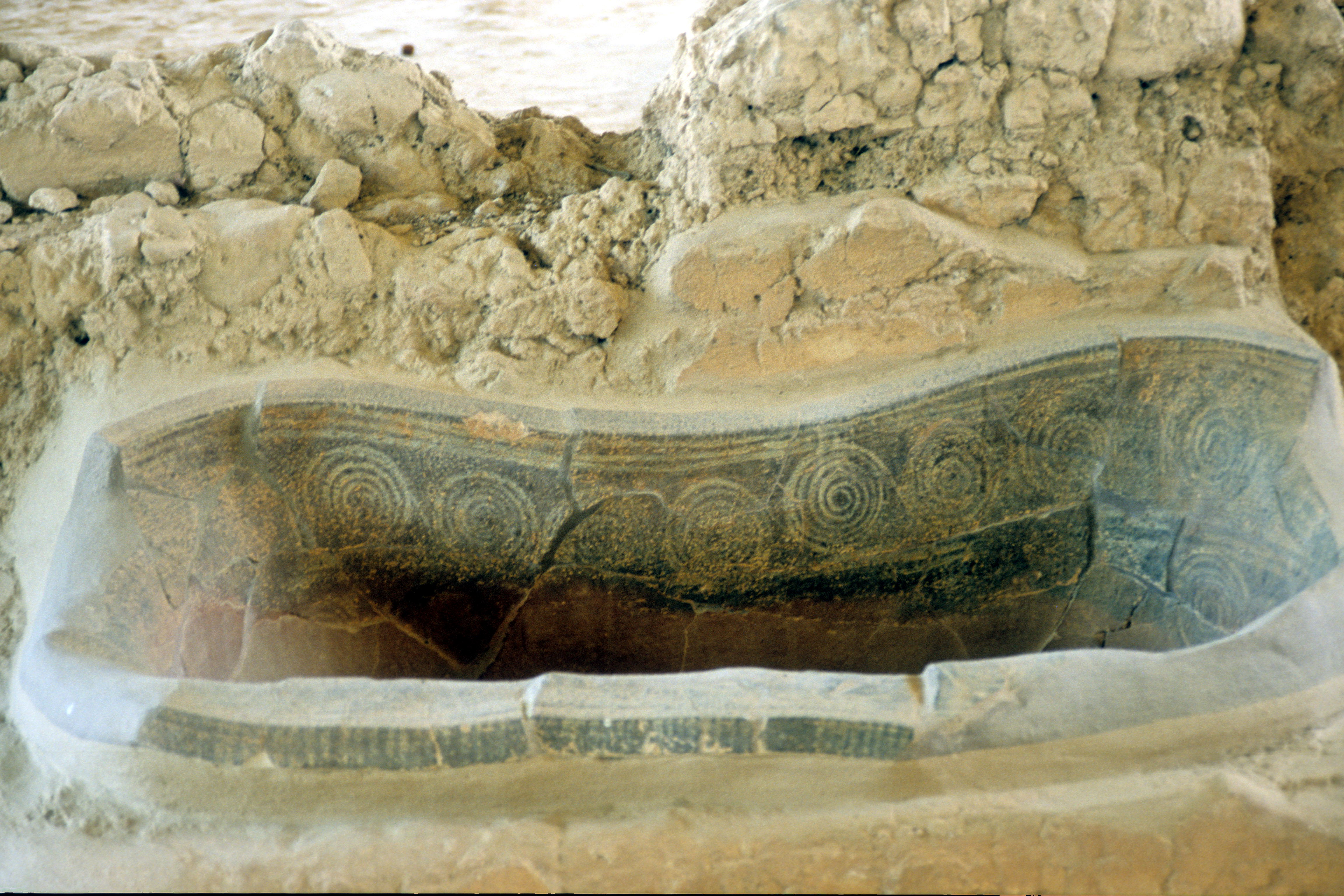
Ejemplo de una bañera decorada con motivos espirales en una bañera micénica (Pilos)

Este sarcófago no se ha interpretado como un elemento aislado del arte Egeo, pero sí como una expresión de poder micénico, para intentar establecer su desarrollo político, económico y cultural a través del arte y la arquitectura. Los personajes de las caras este y oeste, diseñados sobre carruajes, son inspiraciones puramente micénicas, en la que existen carruajes tirados por caballos. Este tema también es mucho más común en la Grecia micénica que en la Creta minoica. Estos carruajes son un preludio a las procesiones de los dioses conduciendo carruajes, que son mucho más frecuentes en la Grecia arcaica. Otros sarcófagos minoicos, también con influencia micénica, muestran carruajes transportando al fallecido por el mar, representado por líneas onduladas; estas ondulaciones son evidentes en cada extremo del sarcófago. El tema del sacrificio del toro, que se representa en una de las caras, también parece estar más relacionado con la cultura micénica que con la minoica.
Se sabe muy poco sobre el culto funerario minoico pero, por otra parte, sí hay muchas evidencias del culto micénico. La influencia micénica en Creta perduró desde finales del Minoico reciente III. Los trazos de la cultura micénica aparecen en las tumbas encontradas en Creta, quizás por el hecho de que los colonos micénicos querían usar túmulos semejantes a los que tenían en su país de origen. Como en los túmulos A y B de Micenas, el túmulo cuatro de Hagia Triada fue reservado a un grupo social concreto, probablemente a la élite de la ciudad. Esta costumbre de separar los túmulos por grupos sociales tras la muerte es una de las principales diferencias entre las costumbres funerarias micénicas y minoicas. El túmulo cuatro es semejante en su datación, su plano y su función a los túmulos micénicos, lo que sugiere que, a pesar de que sus dimensiones sean menores, era usado para distinguir a ciertos personajes del resto de la población y que esta estructura funeraria formaba parte de una nueva ideología micénica de la Creta central.